# 陇东海棠
陇东海棠（学名：Malus kansuensis）是蔷薇科苹果属的植物，是中国的特有植物。分布在中国大陆的河南、甘肃、四川、陕西等地，生长于海拔1,500米至3,000米的地区，多生在生杂木林及灌木丛中，目前已由人工引种栽培。

## 别名
大石枣（甘肃武山土名），甘肃海棠（华北经济植物志要）

## 异名
- Malus kansuensis (Batal.) Schneid. f. calva Rehd.